# 塞缪尔·埃德尼
塞缪尔·埃德尼（英語：Samuel Edney，1984年6月29日—），加拿大男子雪橇运动员。他曾代表加拿大参加2006年、2010年、2014年和2018年冬季奥林匹克运动会雪橇比赛，其中2018年冬季奥运会获得一枚银牌。